# Aelia Verina
Aelia Verina, född okänt år, död 484, var en östromersk kejsarinna, gift med kejsar Leo I. Hon var mor till kejsarinnan Aelia Ariadne, svärmor till kejsarna Zeno och Anastasios I, mormor till kejsar Leo II, och syster till kejsar Flavius Basiliskos. 
Hon medverkade till att placera sin svärson på tronen 474, men också att 475 avsätta honom till förmån för sin bror. Hon medverkade 483 i ett uppror iscensatt av Illus för att placera Leontius på tronen. 

## Biografi
Verina var syster till Flavius Basiliskos, men deras föräldrar är okända. De uppges ha varit från Balkan. Hon gifte sig med officeren Leo. Paret fick två döttrar,  Aelia Ariadne och Leontia Porphyrogenita, och till namnet okänd son, som avled vid fem månaders ålder 463.  

### Kejsarinna
457 avled kejsaren utan arvingar, och den militära överbefälhavaren Aspar stödde hennes make som kandidat till tronen, ett val som accepterades av senaten och den kristna patriarken. I februari placerades hennes make på tronen som kejsare under namnet Leo I. Verina mottog titeln Augusta (kejsarinna) och placerade "Aelia" före sitt namn. Hennes dotter Leontia trolovades med Aspars son Julius Patricius. Aspar och hans son Ardabur avrättades sedan militären Zenon angett dem för komplott, och Ariadne gifte sig med Zenon. 
Hennes make utsåg i oktober 473 hennes dotterson Ariadnes son Leo II till medkejsare och arvinge. Vid Leo I:s död 474 efterträddes han av Leo II. Eftersom Leo II var ett barn, "övertalades" han att acceptera sin far Zeno som medregent, vilket gjorde Verinas dotter och svåger till kejsarinna och kejsare. Leo II avled senare samma år. 

### Änkekejsarinna
Verina hade en dålig relation till sin svärson kejsar Zeno. Zeno ville inte ge henne tillstånd att gifta sig med sin älskare Patrikios. 9 januari 475 medverkade Verina i den kupp som placerade hennes bror Flavius Basiliskos på tronen som kejsare. I augusti 476 kunde hennes svärson Zeno återta tronen. 
Verina hamnade i konflikt med general Illus, och låg bakom en misslyckat komplott mot honom. Hon förvisades då från huvudstaden och sattes i arrest under Illus bevakning. Illus gjorde 483 uppror mot Zeno. Han förmådde Verina att i egenskap av änkekejsarinna utse Illus kandidat Leontius till kejsare. Upproret misslyckades, och Illus och Verina belägrades 484. Verina avled under belägringen. Hennes lik begrovs av hennes dotter och svärson.